# Erklärungslücke
Erklärungslücke (eng. explanatory gap) ist ein in der Philosophie des Geistes verwendeter Begriff, mit dem auf die Probleme einer reduktiven Erklärung des Bewusstseins Bezug genommen wird. Der Begriff wurde 1983 von dem US-amerikanischen Philosophen Joseph Levine in dem Aufsatz Materialism and Qualia: The Explanatory Gap in die Bewusstseinsdebatte eingeführt.
Levine geht davon aus, dass der Physikalismus wahr ist, was impliziert, dass mentale Zustände physische Zustände sind. Dies bedeutet nach Levine, dass sich die Existenz von mentalen Zuständen durch eine physikalische – bzw. eine neurowissenschaftliche oder kognitionswissenschaftliche – Theorie verständlich machen lassen sollte. Nun haben einige mentale Zustände jedoch die Eigenschaft auf bestimmte Weise erlebt zu werden. Auch diese subjektiven Erlebnisgehalte (Qualia) müssten durch eine vollständige naturwissenschaftliche Theorie erklärt werden. Nach Levine ist jedoch genau dies nicht der Fall. Kein physisches – oder neuronales – Ereignis könne verständlich machen, warum etwas erlebt werde. Genau deshalb bleibe bei jedem Identifikationsversuch von physischen und mentalen Ereignissen eine Erklärungslücke bestehen.
Der Begriff der Erklärungslücke beschreibt das Bewusstseinsproblem in einem erkenntnistheoretischen und keinem ontologischen Rahmen: Levine will nicht zeigen, dass es sich bei mentalen Zuständen um nichtphysische Entitäten handelt. Vielmehr ist schon im Begriff der Erklärungslücke enthalten, dass es sich um ein nichtontologisches Problem der Erklärungsleistungen handelt. Genau dies unterscheidet Levines Analyse von eigenschaftsdualistischen Theorien wie der von David Chalmers, der in der Erklärungslücke das Scheitern des Materialismus sieht.
Levines Argumentation hat einen starken Einfluss auf die Philosophie des Geistes gehabt, sein Aufsatz gilt als ein moderner Klassiker auf diesem Gebiet. Auch viele physikalistische Philosophen akzeptieren das Problem der Erklärungslücke. Allerdings ist Levines Argumentation auch kritisiert worden. So hat etwa David Papineau die These der Erklärungslücke in dem viel beachteten Aufsatz Mind the gap zurückgewiesen.